# گوناولا
گوناولا (به لاتین: Gonawela) یک منطقهٔ مسکونی در سری‌لانکا است که در استان مرکزی (سری‌لانکا) واقع شده‌است.